# Euphoria subguttata
Euphoria subguttata är en skalbaggsart som beskrevs av Hermann Burmeister 1842. Euphoria subguttata ingår i släktet Euphoria och familjen Cetoniidae. Inga underarter finns listade i Catalogue of Life.